# Cristóbal Martínez-Bordiú
Cristóbal Martínez-Bordiú y Ortega (Mancha Real; 1 de agosto de 1922-Madrid; 4 de febrero de 1998), x marqués de Villaverde, duque consorte de Franco y grande de España, fue un cardiólogo, cirujano y aristócrata español, popularmente conocido como «el Yernísimo» por su matrimonio con Carmen Franco, la hija de Francisco Franco.

## Biografía
Era hijo de José María Martínez y Ortega (1890-1970) y de María de la O Esperanza Bordiú y Bascarán (1896-1980), ix marquesa de Villaverde, xiv condesa de Morata de Jalón, vii condesa de Argillo (título por el que se la solía conocer), xvi baronesa de Gotor y xvi baronesa de Illueca. En su bautismo, fue apadrinado por su tío político, el abogado José María Sanchiz Sancho, esposo de Enriqueta Bordiú y Bascarán.
Se doctoró en Medicina en la Universidad de Madrid.
Aunque la propaganda franquista lo presentaba como uno de los mejores cardiólogos del mundo, años después de su muerte su propio hijo Francis reconoció que su padre «quizá no era el mejor médico de España». Si bien es cierto que tuvo interés profesional participando en congresos de medicina y ofreciendo conferencias, consta que desarrolló extensamente otras actividades como el tráfico de influencias (promovió la importación de las motos Vespa, lo que le valió el apodo de «marqués de Vespaverde», pues al principio todas eran de este color), la participación en negocios fraudulentos (actuó de testaferro para el consorcio nazi Sofindus durante la posguerra española) y la buena vida (por lo que también se le llamaba «marqués de Vayavida»). Ello no le impidió acumular cargos muy bien remunerados en numerosos hospitales públicos por los que apenas aparecía. Fue el primer cirujano español en efectuar un trasplante cardíaco, en septiembre de 1968; el paciente murió horas más tarde (el primer trasplante realmente efectivo en España fue realizado por el doctor Josep Maria Caralps en 1984; el paciente sobrevivió nueve meses). La maledicencia popular aseguraba que Martínez-Bordiú «mató más en La Paz que su suegro en la guerra». En octubre de 1971 presentó su candidatura para ser elegido procurador en las Cortes dentro del cupo correspondiente a los Colegios Médicos, pero la votación fue ganada por otros candidatos.

## Matrimonio y descendencia
Se casó el 10 de abril de 1950 con María del Carmen Franco y Polo, futura duquesa de Franco, con la que tuvo siete hijos. Esta boda le hizo adquirir una gran relevancia social en la España franquista, debido a lo cual se le apodó popularmente como El Yernísimo (en clara alusión al título de Generalísimo de su suegro Francisco Franco).
Tras el divorcio de su hija mayor, siguió manteniendo buenas relaciones con su exyerno Alfonso de Borbón y Dampierre; fue quien le comunicó el fallecimiento de su hijo Francisco de Asís tras el accidente que ambos tuvieron, y cuando el duque de Cádiz falleció trágicamente en 1989 en Estados Unidos, acudió junto a varias personas a recoger el féretro de Alfonso de Borbón.
Son sus hijos:
- María del Carmen Martínez-Bordiú y Franco, Carmen (El Pardo, 26 de febrero de 1951). ii duquesa de Franco y grande de España. Se casó con (1) Alfonso de Borbón y Dampierre, duque de Cádiz, en Madrid el 8 de marzo de 1972 y se divorció en 1982, anulado en 1986, teniendo dos hijos. Se casó en segundas nupcias con (2) Jean-Marie François Rossi, antiquario y gallerista, oficial de la Orden Nacional de las Artes y las Letras, en Rueil-Malmaison el 11 de diciembre de 1984 y se divorció en 1994, con quien tuvo una hija. Posteriormente, contrajo un tercer matrimonio en Sevilla el 18 de junio de 2006 con (3) José Campos García y se divorció en 2013.
  - Francisco de Asís de Borbón y Martínez-Bordiú, duque de Borbón (1972-1984)
  - Luis Alfonso de Borbón y Martínez-Bordiú, duque de Anjou (25 de abril de 1974).
  - María Cynthia Francisca Matilda Rossi (París, 28 de abril de 1985). Casada en París el 18 de diciembre de 2015 con Benjamin Rouget. Con descendencia.
- María de la O Martínez-Bordiú y Franco, Mariola (El Pardo, 19 de noviembre de 1952). Casada en El Pardo el 14 de marzo de 1975 con Rafael Ardid y Villoslada, nacido en 1 de febrero de 1947. Con descendencia:
  - Francisco de Borja Ardid y Martínez-Bordiú (Madrid, 20 de diciembre de 1975), casado en Ciudad Real el 23 de julio de 2005 con María Ruiz Vega. Sin descendencia.
  - Jaime Rafael Ardid y Martínez-Bordiú (Madrid, 28 de septiembre de 1976), casado el 17 de julio de 2004 con María del Carmen Panadero y Reyes. Con descendencia.
    - Beltrán Ardid y Panadero (2010).

  - Francisco Javier Ardid y Martínez-Bordiú (Madrid, 7 de abril de 1987).
- Francisco Franco y Martínez-Bordiú, Francis (Madrid, 9 de diciembre de 1954). Cuando nació, las Cortes franquistas alteraron mediante una ley "ad hominem" el orden de sus apellidos. ii señor de Meirás (grande de España) y xi marqués de Villaverde; casado (1) en Altafulla el 18 de diciembre de 1981 y se divorció en 1992 con María de Suelves y Figueroa, descendiente de Francisco de Paula de Borbón y Castellví, hija del marqués de Tamarit; y (2) en Móstoles en marzo de 2001 con Miriam Guisasola Carrión (1967):
  - Francisco Franco de Suelves (Madrid, 30 de noviembre de 1982).
  - Juan José Franco de Suelves (Madrid, 29 de septiembre de 1985).
  - Álvaro Franco y Guisasola (Madrid, 15 de agosto de 1994).
  - Miriam Franco y Guisasola (Madrid, 5 de febrero de 1996).
- María del Mar Martínez-Bordiú y Franco, Merry (6 de julio de 1956); casada nel Pazo de Meirás el 3 de agosto de 1977 y se divorció en 1982 Joaquín José Giménez-Arnau Puente, Jimmy (14 de septiembre de 1943). Con descendencia. Casada en segundas nupcias en Nueva York el 4 de agosto de 1986 y se divorció en 1991 con Gregor Tamler. No tuvieron descendencia.
  - Leticia Giménez-Arnau y Martínez-Bordiú (25 de enero de 1979); casada el 8 de agosto de 2008 con Marcos Sagrera Palomo. Sin descendencia.
- José Cristóbal Martínez-Bordiú y Franco, Cristóbal (El Pardo, 10 de febrero de 1958); casado civilmente en Nueva York el 23 de noviembre de 1984 y religiosamente en Madrid el 27 de octubre de 1990 y se divorció con María José Josefina Victoria Toledo y López, Jose (San José de Tirajana, 1963). Con descendencia.
  - Daniel Martínez-Bordiú y Toledo (Madrid, 11 de junio de 1990).
  - Diego Martínez-Bordiú y Toledo (Madrid, 4 de mayo de 1998).
- María de Aránzazu Martínez-Bordiú y Franco, Arantxa (16 de septiembre de 1962). Casada nel Pazo de Meirás el 27 de julio de 1996 con Claudio Quiroga y Ferro. Sin descendencia.
- Jaime Felipe Martínez-Bordiú y Franco, Jaime (8 de julio de 1964). Casado en Madrid el 24 de noviembre de 1995 y se divorció con Nuria March y Almela (julio de 1966). Con descendencia. Casado en segundas nupcias con Marta Fernández. Sin descendencia.
  - Jaime Martínez-Bordiú y March (Madrid, 13 de noviembre de 1999).

## Distinciones honoríficas

Escudo de Armas como Caballero Gran Cruz de la Orden de Isabel la Católica

- Caballero Gran Cruz de la Real Orden de Isabel la Católica (20 de enero de 1976).[6]
- Caballero Gran Cruz de la Orden Civil de Sanidad.
- Caballero de la Orden del Santo Sepulcro de Jerusalén.
- Medalla de Oro de la Orden al Mérito Turístico (18 de julio de 1970).[7]

## Ancestros
|  |                                                                      |  |  |  |  |  |  |  |  |  |  |  |  |  |  |  |
|  | 16. Andrés Martínez de Godoy y López-Monroy                          |  |  |  |  |  |  |  |  |  |  |  |  |  |  |  |
|  |                                                                      |  |  |  |  |  |  |  |  |  |  |  |  |  |  |  |
|  |                                                                      |  |  |  |  |  |  |  |  |  |  |  |  |  |  |  |
|  | 8. Tomás Martínez y Rodríguez                                        |  |  |  |  |  |  |  |  |  |  |  |  |  |  |  |
|  |                                                                      |  |  |  |  |  |  |  |  |  |  |  |  |  |  |  |
|  |                                                                      |  |  |  |  |  |  |  |  |  |  |  |  |  |  |  |
|  | 17. María de la Concepción Rodríguez                                 |  |  |  |  |  |  |  |  |  |  |  |  |  |  |  |
|  |                                                                      |  |  |  |  |  |  |  |  |  |  |  |  |  |  |  |
|  |                                                                      |  |  |  |  |  |  |  |  |  |  |  |  |  |  |  |
|  | 4. Andrés Martínez y Cobo de Guzmán                                  |  |  |  |  |  |  |  |  |  |  |  |  |  |  |  |
|  |                                                                      |  |  |  |  |  |  |  |  |  |  |  |  |  |  |  |
|  |                                                                      |  |  |  |  |  |  |  |  |  |  |  |  |  |  |  |
|  | 18. Luis Cobo de Guzmán y Sánchez                                    |  |  |  |  |  |  |  |  |  |  |  |  |  |  |  |
|  |                                                                      |  |  |  |  |  |  |  |  |  |  |  |  |  |  |  |
|  |                                                                      |  |  |  |  |  |  |  |  |  |  |  |  |  |  |  |
|  | 9. Josefa Isabel Cobo de Guzmán y Ardio                              |  |  |  |  |  |  |  |  |  |  |  |  |  |  |  |
|  |                                                                      |  |  |  |  |  |  |  |  |  |  |  |  |  |  |  |
|  |                                                                      |  |  |  |  |  |  |  |  |  |  |  |  |  |  |  |
|  | 19. Quiteria Ventura Ardio y Martínez de Godoy                       |  |  |  |  |  |  |  |  |  |  |  |  |  |  |  |
|  |                                                                      |  |  |  |  |  |  |  |  |  |  |  |  |  |  |  |
|  |                                                                      |  |  |  |  |  |  |  |  |  |  |  |  |  |  |  |
|  | 2. José María Martínez y Ortega                                      |  |  |  |  |  |  |  |  |  |  |  |  |  |  |  |
|  |                                                                      |  |  |  |  |  |  |  |  |  |  |  |  |  |  |  |
|  |                                                                      |  |  |  |  |  |  |  |  |  |  |  |  |  |  |  |
|  | 20. José Ortega y Torres                                             |  |  |  |  |  |  |  |  |  |  |  |  |  |  |  |
|  |                                                                      |  |  |  |  |  |  |  |  |  |  |  |  |  |  |  |
|  |                                                                      |  |  |  |  |  |  |  |  |  |  |  |  |  |  |  |
|  | 10. José Ortega y Melgarejo                                          |  |  |  |  |  |  |  |  |  |  |  |  |  |  |  |
|  |                                                                      |  |  |  |  |  |  |  |  |  |  |  |  |  |  |  |
|  |                                                                      |  |  |  |  |  |  |  |  |  |  |  |  |  |  |  |
|  | 21. Catalina Melgarejo y Morales de los Ríos                         |  |  |  |  |  |  |  |  |  |  |  |  |  |  |  |
|  |                                                                      |  |  |  |  |  |  |  |  |  |  |  |  |  |  |  |
|  |                                                                      |  |  |  |  |  |  |  |  |  |  |  |  |  |  |  |
|  | 5. Catalina Ortega y Toledo                                          |  |  |  |  |  |  |  |  |  |  |  |  |  |  |  |
|  |                                                                      |  |  |  |  |  |  |  |  |  |  |  |  |  |  |  |
|  |                                                                      |  |  |  |  |  |  |  |  |  |  |  |  |  |  |  |
|  | 22. Juan María Toledo y Pérez                                        |  |  |  |  |  |  |  |  |  |  |  |  |  |  |  |
|  |                                                                      |  |  |  |  |  |  |  |  |  |  |  |  |  |  |  |
|  |                                                                      |  |  |  |  |  |  |  |  |  |  |  |  |  |  |  |
|  | 11. Angustias Toledo y Vico                                          |  |  |  |  |  |  |  |  |  |  |  |  |  |  |  |
|  |                                                                      |  |  |  |  |  |  |  |  |  |  |  |  |  |  |  |
|  |                                                                      |  |  |  |  |  |  |  |  |  |  |  |  |  |  |  |
|  | 23. María de la Fuensanta Vico y Ogáyar                              |  |  |  |  |  |  |  |  |  |  |  |  |  |  |  |
|  |                                                                      |  |  |  |  |  |  |  |  |  |  |  |  |  |  |  |
|  |                                                                      |  |  |  |  |  |  |  |  |  |  |  |  |  |  |  |
|  | 1. Cristóbal Martínez-Bordiú, X Marqués de Villaverde                |  |  |  |  |  |  |  |  |  |  |  |  |  |  |  |
|  |                                                                      |  |  |  |  |  |  |  |  |  |  |  |  |  |  |  |
|  |                                                                      |  |  |  |  |  |  |  |  |  |  |  |  |  |  |  |
|  | 24. Cristóbal Bordiú y Góngora                                       |  |  |  |  |  |  |  |  |  |  |  |  |  |  |  |
|  |                                                                      |  |  |  |  |  |  |  |  |  |  |  |  |  |  |  |
|  |                                                                      |  |  |  |  |  |  |  |  |  |  |  |  |  |  |  |
|  | 12. Luis Bordiú y Garcés de Marcilla, VIII Marqués de Villaverde     |  |  |  |  |  |  |  |  |  |  |  |  |  |  |  |
|  |                                                                      |  |  |  |  |  |  |  |  |  |  |  |  |  |  |  |
|  |                                                                      |  |  |  |  |  |  |  |  |  |  |  |  |  |  |  |
|  | 25. Antonina Garcés de Marcilla y Muñoz de Pamplona                  |  |  |  |  |  |  |  |  |  |  |  |  |  |  |  |
|  |                                                                      |  |  |  |  |  |  |  |  |  |  |  |  |  |  |  |
|  |                                                                      |  |  |  |  |  |  |  |  |  |  |  |  |  |  |  |
|  | 6. Cristóbal Bordiú y Prat, IX Marqués de Villaverde                 |  |  |  |  |  |  |  |  |  |  |  |  |  |  |  |
|  |                                                                      |  |  |  |  |  |  |  |  |  |  |  |  |  |  |  |
|  |                                                                      |  |  |  |  |  |  |  |  |  |  |  |  |  |  |  |
|  | 26. N. de Prat y Miralles                                            |  |  |  |  |  |  |  |  |  |  |  |  |  |  |  |
|  |                                                                      |  |  |  |  |  |  |  |  |  |  |  |  |  |  |  |
|  |                                                                      |  |  |  |  |  |  |  |  |  |  |  |  |  |  |  |
|  | 13. María del Carmen de Prat y Sánchez-Salvador                      |  |  |  |  |  |  |  |  |  |  |  |  |  |  |  |
|  |                                                                      |  |  |  |  |  |  |  |  |  |  |  |  |  |  |  |
|  |                                                                      |  |  |  |  |  |  |  |  |  |  |  |  |  |  |  |
|  | 27. N. Sánchez-Salvador y Barrenechea                                |  |  |  |  |  |  |  |  |  |  |  |  |  |  |  |
|  |                                                                      |  |  |  |  |  |  |  |  |  |  |  |  |  |  |  |
|  |                                                                      |  |  |  |  |  |  |  |  |  |  |  |  |  |  |  |
|  | 3. María de la O Esperanza Bordiú y Bascarán, VII Condesa de Argillo |  |  |  |  |  |  |  |  |  |  |  |  |  |  |  |
|  |                                                                      |  |  |  |  |  |  |  |  |  |  |  |  |  |  |  |
|  |                                                                      |  |  |  |  |  |  |  |  |  |  |  |  |  |  |  |
|  | 28. Julián de Bascarán y Lascurain, Brigadier                        |  |  |  |  |  |  |  |  |  |  |  |  |  |  |  |
|  |                                                                      |  |  |  |  |  |  |  |  |  |  |  |  |  |  |  |
|  |                                                                      |  |  |  |  |  |  |  |  |  |  |  |  |  |  |  |
|  | 14. José de Bascarán y Federic                                       |  |  |  |  |  |  |  |  |  |  |  |  |  |  |  |
|  |                                                                      |  |  |  |  |  |  |  |  |  |  |  |  |  |  |  |
|  |                                                                      |  |  |  |  |  |  |  |  |  |  |  |  |  |  |  |
|  | 29. Elena de Federic y Gayoso de los Cobos                           |  |  |  |  |  |  |  |  |  |  |  |  |  |  |  |
|  |                                                                      |  |  |  |  |  |  |  |  |  |  |  |  |  |  |  |
|  |                                                                      |  |  |  |  |  |  |  |  |  |  |  |  |  |  |  |
|  | 7. María de la O de Bascarán y Reina                                 |  |  |  |  |  |  |  |  |  |  |  |  |  |  |  |
|  |                                                                      |  |  |  |  |  |  |  |  |  |  |  |  |  |  |  |
|  |                                                                      |  |  |  |  |  |  |  |  |  |  |  |  |  |  |  |
|  | 30. N. de Reina                                                      |  |  |  |  |  |  |  |  |  |  |  |  |  |  |  |
|  |                                                                      |  |  |  |  |  |  |  |  |  |  |  |  |  |  |  |
|  |                                                                      |  |  |  |  |  |  |  |  |  |  |  |  |  |  |  |
|  | 15. María Adelaida de Reina Visset-Fernández de Córdoba              |  |  |  |  |  |  |  |  |  |  |  |  |  |  |  |
|  |                                                                      |  |  |  |  |  |  |  |  |  |  |  |  |  |  |  |
|  |                                                                      |  |  |  |  |  |  |  |  |  |  |  |  |  |  |  |
|  | 31. N. Visset-Fernández de Córdoba                                   |  |  |  |  |  |  |  |  |  |  |  |  |  |  |  |
|  |                                                                      |  |  |  |  |  |  |  |  |  |  |  |  |  |  |  |
|  |                                                                      |  |  |  |  |  |  |  |  |  |  |  |  |  |  |  |

| Predecesor: María de la O Esperanza Bordiú y Bascarán | Marqués de Villaverde ¿1950?-1998 | Sucesor: Francisco Franco y Martínez-Bordiú |